# Референдум в Германии (1934)
Референдум в Германии 1934 года (нем. Volksabstimmung über die Vereinigung der Ämter des Reichspräsidenten und des Reichskanzlers) — всенародное голосование в Германии по вопросу об объединении государственных постов президента (главы государства) и канцлера (главы правительства). Состоялся 19 августа 1934 года.

## Политический контекст референдума
Голосование проводилось в связи со смертью действующего президента Германии Пауля фон Гинденбурга (последовавшей 2 августа 1934) вместо внеочередных президентских выборов. 2 августа в 9 часов утра Пауль фон Гинденбург скончался, а через три часа было объявлено что, в «соответствии с законом, принятым кабинетом министров за день до смерти президента, функции канцлера и президента совмещаются в одном лице». Адольф Гитлер объявлялся верховным главнокомандующим и главой государства.
К моменту проведения референдума в Германии активно происходил процесс установления диктатуры Национал-социалистической немецкой рабочей партии во главе с главой германского правительства Адольфом Гитлером.
Правовой режим в стране определялся принятыми Рейхстагом чрезвычайными законами: «О ликвидации бедственного положения народа и государства» (нем. Gesetz zur Behebung der Not von Volk und Reich, Ermächtigungsgesetz, 24 марта 1933), передавшим всю полноту государственной власти правительству и «О реорганизации государства» (Gesetz über den Neuaufbau des Reiches, 30 января 1934), ликвидировавшим федеративное устройство Германии.
30 июня 1934 в Германии произошла «Ночь длинных ножей» (Nacht der langen Messer), объявленная правительством подавлением антигосударственного мятежа, подготавливавшегося руководством Штурмовых отрядов (СА) во главе с Эрнстом Рёмом.

## Вопрос референдума
Должность президента Германии объединяется с должностью государственного канцлера. Вследствие этого прежние права президента Германии переходят к вождю и государственному канцлеру Адольфу Гитлеру. Он самостоятельно назначит заместителя. Соглашаешься ли ты, германский мужчина, и ты, германская женщина, со вводимой этим законом системой управления?
Оригинальный текст (нем.)Das Amt des Reichspräsidenten wird mit dem des Reichskanzlers vereinigt. Infolgedessen gehen die bisherigen Befugnisse des Reichspräsidenten auf den Führer und Reichskanzler Adolf Hitler über. Er bestimmt seinen Stellvertreter. Stimmst Du, deutscher Mann, und Du, deutsche Frau, der in diesem Gesetz getroffenen Regelung zu?

## Результаты референдума
Подавляющее большинство избирателей поддержало вынесенное на голосование решение. За объединение высших государственных должностей проголосовали 38 394 848 человек; против — 4 300 370, недействительными признаны 873 668 бюллетеней.

## Последствия референдума
Адольф Гитлер объединил в своем лице высшие государственные должности, принял титул «Фюрер и Рейхсканцлер» (вождь и государственный канцлер, Führer und Reichskanzler).